# Presto Studios
A Presto Studios foi uma empresa estadunidense de desenvolvimento de jogos eletrônicos fundada em 1991 que encerrou suas atividades em 2002.[carece de fontes?] É famosa por ter desenvolvido a premiada série de jogos The Journeyman Project e a sequência Myst III: Exile da série de jogos Myst da Cyan.

## Publicações
A Presto Studios publicou vários jogos do estilo adventure tanto para PCs com Windows e computadores Macintosh. Alguns jogos também foram portados para consoles.
| - Gundam 0079: The War for Earth - Hi-Rez Audio Volume 1 - The Journeyman Project - The Journeyman Project Turbo! - The Journeyman Project: Pegasus Prime - The Journeyman Project 2: Buried in Time - The Journeyman Project 3: Legacy of Time - Myst: Masterpiece Edition - Myst III: Exile - Stephen King's F13 | - Gundam 0079: The War for Earth - The Journeyman Project - The Journeyman Project Turbo! - The Journeyman Project 2: Buried in Time - The Journeyman Project 3: Legacy of Time - Myst III: Exile - Star Trek: Hidden Evil - Stephen King's F13 |
| - Gundam 0079: The War for Earth - The Journeyman Project: Pegasus Prime - Myst III: Exile | - Myst III: Exile - Whacked! |